# 滝の拝

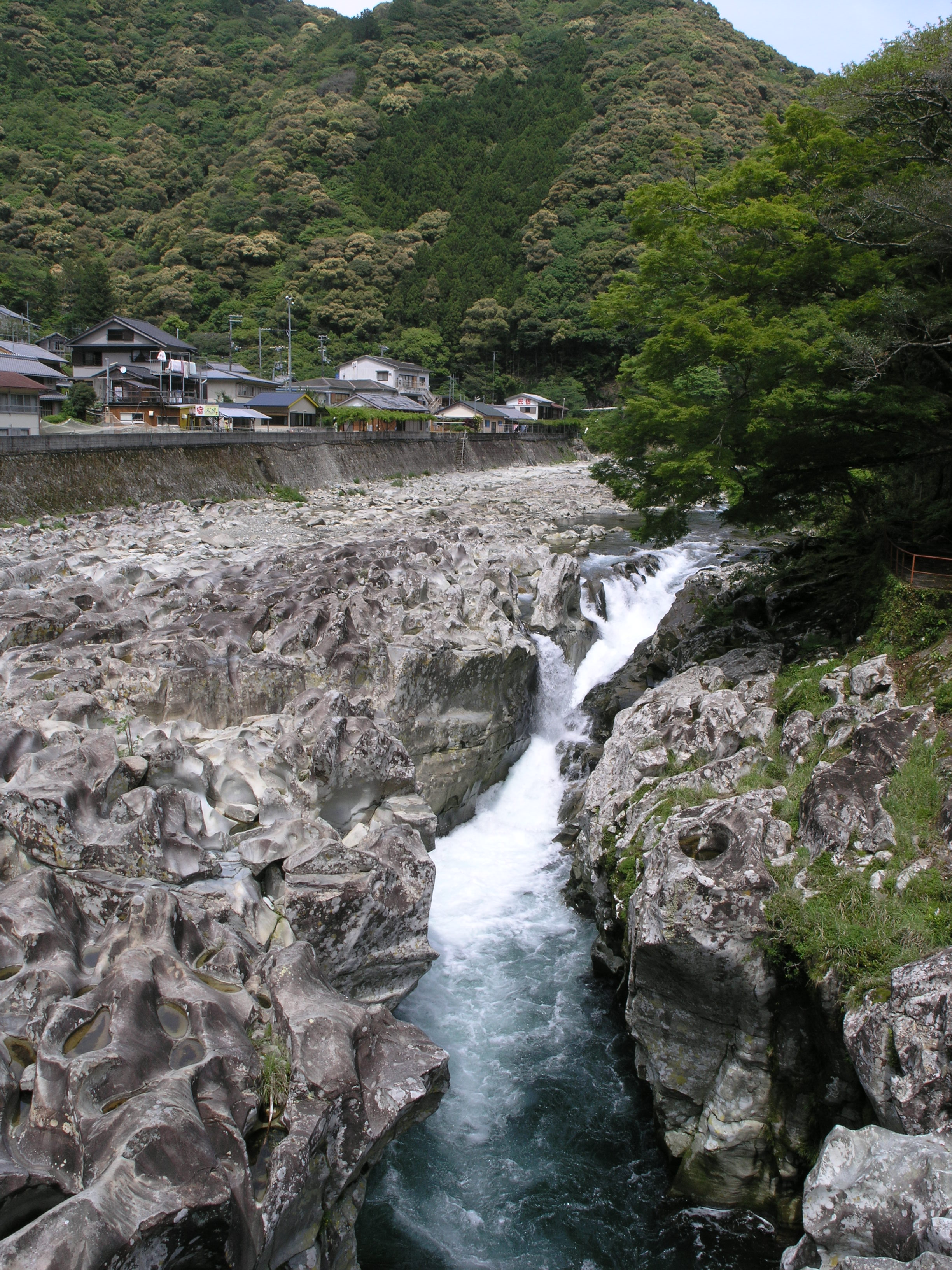
滝の拝

滝の拝（たきのはい）は、和歌山県東牟婁郡古座川町を流れる小川（こがわ）にある、滝と多数の甌穴（おうけつ、ポットホール）群からなる渓谷。
2010年（平成22年）3月16日に和歌山県庁により名勝・天然記念物に指定された。

## 概要
小川は古座川の支流。滝の拝付近の川床は約1kmにわたり、熊野層群下里累層が露出している。川床のくぼみにはまった小石が、水流に長年揺すぶられて周囲の岩石を削って甌穴をつくり、浸食で川床が下がって川岸に甌穴が現れることを繰り返して、現在の景観が形成された。このして落差約8mの滝があり、る。地元に伝わる民話では、これらの穴は、瀧之拝太郎という侍が願掛けのため999個まで掘ったと語られていた（後述）。現在、近くには道の駅瀧之拝太郎がある。
この滝は、紀伊藩が江戸時代後期に編纂した地誌『紀伊続風土記』長洞尾（ちょううつお）村の条に「波伊の滝」として記されており、現在の落差は約8mである。

## 魚類

### ボウズハゼ、ヨシノボリの滝登り・岩登り
毎年夏、ハゼ科のボウズハゼやヨシノボリが、垂直に近い滝の岩に貼りついて、少しずつ上流をめざす現象が9月末頃まで見られ、「滝登り」「岩登り」と呼ばれる。水流に逆らって遡上する理由として、和歌山県立自然博物館の専門員によると、弱い魚が、競争相手が少なそうな上流をめざすという仮説がある。

### トントン釣り
滝の拝では夏期には滝つぼに鮎が密集し、囮を使う友釣りや餌・毛鉤釣りでなく、釣り針で引っかけて釣り上げる「トントン釣り」が行なわれる。滝壺の底を重りがトントンとたたくためそう呼ばれる。小川を含む古座川漁業協同組合（漁協）内では毎年6月1日に鮎漁が解禁されるが、滝ノ拝橋から上流500mまではアユが滝の上流まで遡上できるよう1999年から解禁日を半月遅らせている。なお、滝の拝周辺は岩場が凹凸しており危険なため、漁協組合員だけが漁をできる。

## 伝説
昔、滝の拝の近くに、太郎という侍が居り、人々の目を楽しませるために滝の周辺の岩床に刀で穴を掘り続けていた。ある日、千個目の穴まであと1つというところで刀を滝壺に落としてしまう。太郎は刀を拾うために滝壺に潜ったきり戻ってこないため、家人や近所の人々は滝の主に食われたのだろうと七日の法事をしていたが、その時に太郎がひょっこり帰って来たため驚いた。太郎の話では滝壺の底に立派な宮殿があり、そこに住む滝の主だというお姫様が大勢の侍女とともに太郎を大歓待してくれたとのこと。太郎は夢中になって遊んでいたが、ふと家のことが気になり戻ってきたが、落とした刀と一緒に丸い大きな石を土産にもらって帰ってきたのだという。太郎が戻ってからは、それまで滝壺で雷のようにゴロゴロと鳴っていた音がピタリと止んだという。
なお、そのとき持って帰ったとされる石が近くにある金比羅神社境内に置かれている。

## アクセス
JR紀勢本線古座駅から古座川沿いの県道38号線を約7km上り、明神橋交差点から県道43号線を約12km上る。滝ノ拝トンネルを越えてすぐ。
古座駅前または串本駅前から「古座川町ふるさとバス」田川行きで「滝の拝」下車。

## 参考資料
- “滝ノ拝”. 県指定文化財・記念物.   和歌山県. 2013年1月14日閲覧。
- “滝の拝”. わかやま文化財ガイド.   和歌山県 (2012年). 2013年1月14日閲覧。